# Hatschekia couardi
Hatschekia couardi is een eenoogkreeftjessoort uit de familie van de Hatschekiidae. De wetenschappelijke naam van de soort is voor het eerst geldig gepubliceerd in 1954 door Cadenat.